# 蘿莉姊妹花
《蘿莉姊妹花》是YUKIWO的日本少年漫畫作品。於Flex Comix2007年12月開始連載。中文版由東立出版社代理發行。2010年8月宣佈真人電影版化決定。2012年11月17日公開。

## 故事簡介
姊姊綠川蘭子是年紀輕輕就得到龐大資產，美中不足有著網路成癲症的名援尼特族；妹妹綠川光則是依賴大姊的資產過活，希望能融入一般社會。

## 登場人物
綠川蘭子
星座：6月6日（雙子座）
靠著透過金錢遊戲所獲得的龐大資產過著的名媛尼特族，喜歡窩在家，24歲。興趣是上網跟打電動。
綠川光
星座：9月10日（處女座）
小蘭的妹妹，對於階級差別待遇的社會感到憂心，通稱「潘朵拉」。為什麼會叫做「潘朵拉」，目前為止還不是很清楚。喜歡BL，20歲。
英由良
星座：12月24日（射手魔羯座）
自稱是個人氣網路偶像，也是個Cosplay玩家，19歲。經常研究如何讓自己在御宅族的心目中變的更加可愛，於是來到打工的「姬武者」加以實踐。
宗方仁
星座：5月5日（金牛座）
(姬武者)的店長。認真又善良，而且很會照顧別人，是個勤奮工作的帥哥。
宗方靜
星座：2月10日（水瓶座）
認真又善良，也很會照顧別人，是個勤奮工作的美女，沒有任何缺點，皮膚很白，公主型，22歲，是店裡的招牌。
藤棠隆博
星座：8月9日（獅子座）
原本是關西地區的超有名女僕咖啡廳「Hot@Lemon」的主任，但在拓展版圖至關東之際母公司垮台，突然失去工作，被「姬武者」店長聘用，25歲。
竜崎華姬
星座：1月7日（魔羯座）
正職為漫畫家，BL漫畫爲大宗的26歲。
音羽瑠依
星座：3月20日（雙魚牧羊座）
乍看之下像個美少女，其實是個男生。由良的弟弟。17歲。因為成了別人家的養子，所以姓氏和由良不同。
千葉茂
星座：10月13日（天秤座）
「姬武者」常客，目前為大學生。一星期之中有五天會來秋葉原。
尾崎比呂
星座：10月13日（天秤座）
「姬武者」常客，目前為大學生。一星期之中有五天會來秋葉原。

## 出版書籍
| 卷數 | Flex Comix     | Flex Comix             | 東立出版社     | 東立出版社             |
| 卷數 | 發售日期       | ISBN                   | 發售日期       | ISBN                   |
| ---- | -------------- | ---------------------- | -------------- | ---------------------- |
| 1    | 2009年7月25日  | ISBN 978-4-7973-5545-1 | 2010年12月6日  | ISBN 978-986-105-289-2 |
| 2    | 2010年4月10日  | ISBN 978-4-7973-5917-6 | 2011年10月25日 | ISBN 978-986-105-690-6 |
| 3    | 2010年11月20日 | ISBN 978-4-7973-6238-1 | 2012年1月17日  | ISBN 978-986-106-818-3 |
| 4    | 2011年7月12日  | ISBN 978-4-7973-6587-0 | 2013年5月28日  | ISBN 978-986-108-349-0 |
| 5    | 2012年5月20日  | ISBN 978-4-5938-5690-9 | 2013年7月9日   | ISBN 978-986-317-229-1 |

## 電影版

### 演出人員
- 綠川蘭子（蘭）：加藤夏希
- 緑川光（潘朵拉）：仲谷明香（前AKB48成員）
- 英由良：中田千智（AKB48）
- 宗方仁：日和佑貴
- 宗方靜：小松彩夏
- 藤堂隆博：唐橋充
- 河野凛：東亜優
- 警官：氏神一番

## 外部連結
- YUKIWO +++nouvelle vague+++ （页面存档备份，存于）